# Wasserstraßen- und Schifffahrtsamt Rhein
Das Wasserstraßen- und Schifffahrtsamt Rhein (WSA Rhein) ist ein Wasserstraßen- und Schifffahrtsamt in Deutschland. Es gehört zum Dienstbereich der Generaldirektion Wasserstraßen und Schifffahrt.
Das Wasserstraßen- und Schifffahrtsamt entstand am 30. Januar 2020 durch die Zusammenlegung der bisherigen Wasserstraßen- und Schifffahrtsämter Bingen, Köln und Duisburg-Rhein, deren Amtsstandorte weiterhin zum WSA Rhein gehören.

## Zuständigkeitsbereich
Das Wasserstraßen- und Schifffahrtsamt Rhein ist zuständig für den rund 370 Kilometer langen Rheinabschnitt zwischen Mainz (Rhein-km 493,5; hier grenzt der Zuständigkeitsbereich an den des Wasserstraßen- und Schifffahrtsamtes Oberrhein) und der deutsch-niederländischen Grenze (Rhein-km 865,515) sowie den Schifffahrtsweg Rhein-Kleve.

## Aufgabenbereich
Zu den Aufgaben des Wasserstraßen- und Schifffahrtsamtes Rhein gehören:
- Unterhaltung der Bundeswasserstraßen im Amtsbereich
- Betrieb und Unterhaltung baulicher Anlagen
- Betrieb der Revierzentralen Oberwesel und Duisburg
- Aus- und Neubau
- Unterhaltung und Betrieb der Schifffahrtszeichen
- Messung von Wasserständen
- Übernahme strom- und schifffahrtspolizeilicher Aufgaben.

Für die Bergung von Hindernissen von der Gewässersohle und Inspektionen an Schleusen und Wehren betreibt das Wasserstraßen- und Schifffahrtsamt Rhein das Taucherglockenschiff Archimedes.

## Dienstorte und Außenbezirke
Das Wasserstraßen- und Schifffahrtsamt hat Dienstorte in Bingen, Köln und Duisburg. Der Standort Bingen unterhält Außenbezirke in Wiesbaden, St. Goar, Koblenz und Brohl, der Standort Köln in Niederkassel, Köln und Neuss sowie der Standort Duisburg in Emmerich, Wesel und Duisburg.

## Revierzentralen
Das Wasserstraßen- und Schifffahrtsamt Rhein unterhält Revierzentralen in Oberwesel und Duisburg. Die Revierzentralen betreiben unter anderem den Nautischen Informationsfunk (NIF) auf dem Rhein zwischen der deutsch-französischen und der deutsch-niederländischen Grenze sowie auf dem Main bis Hanau. Die Revierzentrale in Oberwesel ist außerdem zuständig für die Lichtwahrschau des Schiffsverkehrs auf dem schmalen, zwischen Oberwesel und St. Goar liegenden Abschnitt des Rheins.